# Język kais
Język kais, także: kampung baru (kampong baru), aiso, atori – język papuaski używany w prowincji Papua Zachodnia w Indonezji. W 1987 r. oszacowano, że ma 700 użytkowników.
Jego użytkownicy zamieszkują wieś Kais (dystrykt Kais, kabupaten Sorong Selatan).
Pod koniec lat 80. XX w. odnotowano, że jest wykorzystywany w kontaktach domowych, ale przede wszystkim wśród starszego pokolenia. W użyciu są również języki indonezyjski i yahadian.